# Maler von Berlin 1833

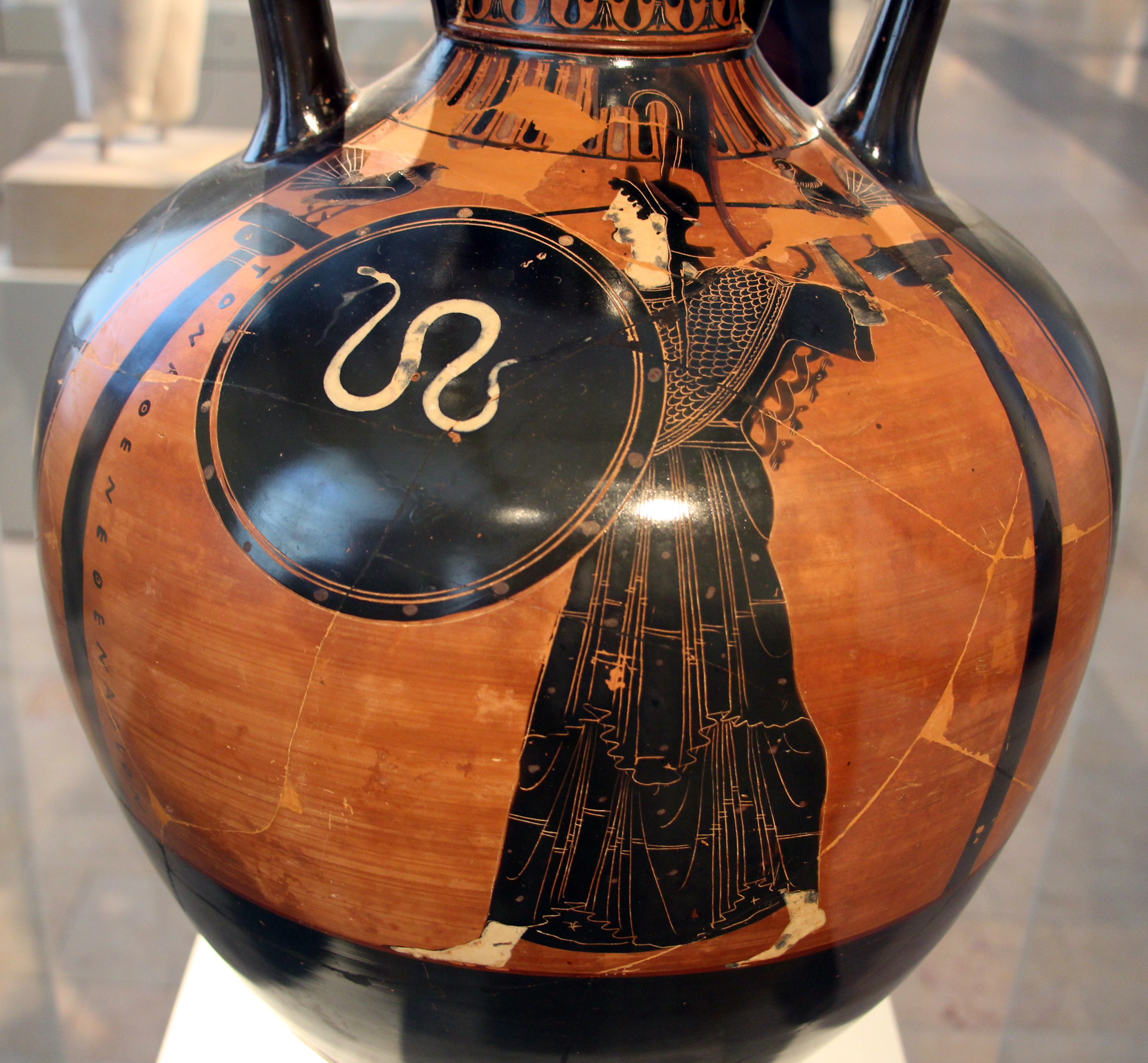
Namenvase in der Antikensammlung Berlin

Als Maler von Berlin 1833 wird ein griechischer Vasenmaler des schwarzfigurigen Stils bezeichnet, der um 500 bis 480 v. Chr. in Athen tätig war. Der Vasenmaler wurde von Georg von Brauchitsch als eigenständige Kunsthandwerker-Persönichkeit erkannt. John D. Beazley schrieb ihm in seinen Standardwerken zwei Panathenäische Preisamphoren zu und ordnete zwei weitere als ihm stilistisch nahestehend ein. Seinen Notnamen erhielt er nach der Panathenäischen Amphora F 1833 in der Berliner Antikensammlung. Er gehört zur Werkstatt des Eucharides-Maler, den er nachahmt.

## Werke
Vom Maler von Berlin 1833
- Berlin, Antikensammlung

Panathenäische Amphora F 1833
- München, Staatliche Antikensammlungen

Panathenäische Amphora 1455
Nahe dem Maler von Berlin 1833
- Leiden, Rijksmuseum van Oudheden

Panathenäische Amphora PC 7
- Paris, Cabinet des Médailles

Panathenäische Amphora 224